# Modesto Rodas Alvarado
Modesto Rodas Alvarado (Sabanagrande, 15 de marzo de 1921 - Choluteca, 10 de julio de 1979) fue un abogado y político hondureño de orientación liberal razón por la que cual fue exiliado del país. Presidente del Congreso Nacional de Honduras entre 1957-1963.

## Biografía
Modesto Rodas Alvarado nació en Sabanagrande, el 15 de marzo de 1921. Casado con Margarita Baca Saravia. Sus hijos son Mabel, Modesto, Ana Joaquina, Lempira, Victoria y Patricia Isabel Rodas Baca.
Modesto Rodas realizó sus estudios primarios, secundarios e inició su carrera de Derecho en la Universidad Nacional de Honduras, debido a los problemas políticos en Honduras en la primera mitad del siglo XX, su familia tuvieron que marcharse hacia la república de Nicaragua en 1944. Rodas Alvarado continuaría sus estudios en la Universidad de León, alma mater en la cual obtuvo en 1949 su Título de doctor en Leyes y Jurisprudencia.

## Vida política
A su regreso a su país Honduras, trabajo en su profesión y se afianzo en las filas del Partido Liberal de Honduras, donde se daría a conocer su carisma y sería elevado como el “Caudillo” liberal, un hombre de esperanzas, en el partido de oposición desde 1933. La Junta Militar de Gobierno que gobernaba desde 1956, dio paso a las elecciones nacionales, para ello el candidato del Partido Liberal de Honduras fue el Doctor Ramón Villeda Morales, quien ganaría las mismas y en cuya administración el Doctor Rodas Alvarado fue elegido para el cargo de Presidente del Congreso Nacional de Honduras.

### Congreso nacional de Honduras 1957-1963
- Presidente: Abogado Modesto Rodas Alvarado
- Secretario 1.º: Abogado Miguel A. Cubero (1957-58)
- Secretario 2.º: Abogado Carlos M. Arita (1957-58)
- Secretario 1.º: Licenciado Trinidad D. Paredes (1959-60)
- Secretario 2.º: Doctor Hernán Aguilar (1959-60)
- Secretario 1.º: Abogado Francisco Lozano (1960-61)
- Secretario 2.º: Perito Mercantil Abraham Zúniga R. (1960-61)

## Logros parlamentarios
- Constitución de Honduras de 1957.[2]
- Código de Trabajo.
- Ley del Seguro Social de Honduras.
- Ley de Reforma Agraria.

## Puente La Democracia
El domingo 3 de marzo de 1963 se inauguró una de las obras más impresionantes y ansiadas de la época: “El puente La Democracia”. Para tan importante acto histórico, se hicieron presentes el presidente constitucional de la República Doctor Ramón Villeda Morales, el presidente del Congreso Nacional, Doctor Modesto Rodas Alvarado y otros funcionarios del gabinete de gobierno, la presencia del Doctor Salvador Salgado Mangandi como Alcalde Municipal del Municipio de El Progreso, y demás personas invitadas.
El puente fue proyectado para unir a la ciudad de El Progreso, departamento de Yoro y la ciudad de San Pedro Sula,  para ello se contrató a la compañía francesa D’Enterprises con el fin  de diseñar el puente sobre el Río Ulúa, el costo de la obra fue de 2 Millones 650 Mil Lempiras la obra concluida fue entregada el 28 de enero de 1963.

## Candidatura liberal, derrocamiento y exilio
Los máximos aspirantes a la candidatura presidencial por el Partido Liberal de Honduras, Andrés Alvarado Puerto, Francisco Milla Bermúdez, José Ángel Ulloa, Óscar Flores Midence y Modesto Rodas Alvarado, firmaron el 18 de marzo de 1963 un documento en el cual se respetaría la decisión de la Convención Liberal y de apoyar al electo candidato de entre ellos.
El doctor Modesto Rodas Alvarado había dejado su cargo como presidente del Congreso Nacional, en manos del abogado Héctor Orlando Gómez Cisneros, por motivo que Rodas Alvarado fue elegido en la Convención Liberal como candidato oficial del Partido Liberal de Honduras, para las elecciones presidenciales a celebrarse el 13 de octubre de 1963. Rodas Alvarado había bautizado su movimiento como “Movimiento Liberal Rodista” y sus seguidores se autodenominaban “Rodistas” y “Rodismos” su contrincante en las urnas sería el abogado Ramón Cruz Uclés, candidato oficial del Partido Nacional de Honduras, pero las elecciones generales no se llevaron a cabo debido a que el presidente Villeda Morales no concluyó su mandato por un Golpe de Estado llevado a cabo el 3 de octubre de 1963 y perpetrado por oficiales de las Fuerzas Armadas de Honduras, la conspiración era prevenir que el popular doctor Rodas Alvarado llegase al poder, en cuanto su ideología no estaba de acuerdo con las transnacionales bananeras estadounidenses y con algunos empresarios capitalistas, anteriormente el expresidente y dictador Tiburcio Carias Andino protector de Ramón Cruz Uclés, había mencionado en discurso que la herencia del "nacionalismo" eran las Fuerzas Armadas, colocando así a los castrense de su lado. El pueblo estaba enfurecido debido a las luchas anti manifestantes por las huelgas campesinas, el líder campesino Lorenzo Zelaya era el orquestador de la recién fundada Federación Nacional Campesina de Honduras (FENACH), su lucha había se emprendía debido a los 19,000 despidos de campesinos en la zona norte, y a la que Rodas Alvarado apoyaba proponiendo empleo y mejoras sanitarias y salariales. Es entonces que el Coronel de Aviación Oswaldo López Arellano llega a la presidencia mediante el golpe de Estado, temiendo que las manifestaciones campesinas se multiplicasen y detener así según López Arellano, la infliltración del comunismo en la ideología obrera y campesina; el general López Arellano en discurso proclamado en fecha 7 de octubre de 1963 manifestaba entre otras cosas, que existían guerrillas rojas en varios sectores del territorio hondureño. En cuanto a los contrincantes políticos, el carismático candidato liberal doctor Rodas Alvarado fue exiliado del país, mediante traslado en avión hacía Costa Rica, el Congreso Nacional fue disuelto y se declaró sin efecto la Constitución de 1957.
Al regreso de su exilio el doctor Modesto Rodas, Doctor Ramón Villeda Morales, Óscar Flores Midence y otros liberales, se inclinaron en pro de la candidatura liberal oficial del Licenciado en Economía Jorge Bueso Arias, quien perdería las elecciones en 1971 frente al Abogado Ramón Cruz Uclés candidato del Partido Nacional de Honduras y a quien nuevamente el General Oswaldo López Arellano apartaría de la presidencia en 1972. Años más tarde, Rodas Alvarado se retiró de la vida política y se alejó a una hacienda de su propiedad en el departamento de Choluteca, para trabajar en sus empresas agrícolas, hasta su repentina muerte en Choluteca, el 10 de julio de 1979 a los 58 años de edad.

### Filosofía del Rodismo
El “Movimiento Liberal Rodista” logró sobrevivir y llevar su espíritu ideológico, hasta las elecciones nacionales de Honduras cuando salió electo el doctor Roberto Suazo Córdova, asimismo continuo en las elecciones internas del Partido Liberal de Honduras en el año de 1985, con su candidato el Abogado Óscar Mejía Arellano, pero el Ingeniero José Simón Azcona del Hoyo, candidato por el “Movimiento Alianza Liberal del Pueblo (ALIPO)” ganase las elecciones y sería el candidato oficial liberal para las elecciones presidenciales.

## Homenajes póstumos
- Colonia Doctor Modesto Rodas Alvarado en Tegucigalpa, M.D.C.
- Escuela Doctor Modesto Rodas Alvarado en la ciudad de Tegucigalpa, M.D.C.
- Instituto Oficial Doctor Modesto Rodas Alvarado en la ciudad de San Pedro Sula.
- Instituto Técnico Doctor Modesto Rodas Alvarado en Guayape, departamento de Olancho.
- Instituto Polivalente Doctor Modesto Rodas Alvarado en Ilanga, departamento de Colón.
- Instituto Modesto Rodas Alvarado en La Venta, departamento de Francisco Morazán.